# Mothership
Mothership es un álbum recopilatorio del grupo musical británico Led Zeppelin que salió a la venta el 13 de noviembre de 2007.

## Detalles
El disco contiene dos CDs con una selección remasterizada de las mejores canciones del grupo. 
Existe una Deluxe Edition que contiene, además, un DVD en el que se recogen videos en directo de la banda a lo largo de su carrera. Todos estos videos aparecen en el DVD oficial de Led Zeppelin editado en 2003.
El diseño del disco corrió a cargo de Shepard Fairey.

## Lista de canciones

### Disco 1
1. "Good Times, Bad Times" (del disco Led Zeppelin)
2. "Communication Breakdown" (del disco Led Zeppelin)
3. "Dazed and Confused" (del disco Led Zeppelin)
4. "Babe I'm Gonna Leave You" (del disco Led Zeppelin)
5. "Whole Lotta Love" (del disco Led Zeppelin II)
6. "Ramble On" (del disco Led Zeppelin II)
7. "Heartbreaker" (del disco Led Zeppelin II)
8. "Immigrant Song" (del disco Led Zeppelin III)
9. "Since I've Been Loving You" (del disco Led Zeppelin III)
10. "Rock and Roll" (del disco Led Zeppelin IV)
11. "Black Dog" (del disco Led Zeppelin IV)
12. "When the Levee Breaks" (del disco Led Zeppelin IV)
13. "Stairway to Heaven" (del disco Led Zeppelin IV)

### Disco 2
1. "The Song Remains the Same" (del disco Houses of the Holy)
2. "Over the Hills and Far Away" (del disco Houses of the Holy)
3. "D'yer Mak'er" (del disco Houses of the Holy)
4. "No Quarter" (del disco Houses of The Holy)
5. "Trampled Under Foot" (del disco Physical Graffiti)
6. "Houses of the Holy" (del disco Physical Graffiti)
7. "Kashmir" (del disco Physical Graffiti)
8. "Nobody's Fault but Mine" (del disco Presence)
9. "Achilles Last Stand" (del disco Presence)
10. "In the Evening" (del disco In Through the Out Door)
11. "All My Love" (del disco In Through the Out Door)

### Disco 3 (DVD) (sólo en la Deluxe Edition)
1. "We're Gonna Groove"
2. "I Can't Quit You Babe"
3. "Dazed and Confused"
4. "White Summer"
5. "What Is and What Should Never Be"
6. "Moby Dick"
7. "Whole Lotta Love"
8. "Communication Breakdown"
9. "Bring It On Home"
10. "Immigrant Song"
11. "Black Dog"
12. "Misty Mountain Hop"
13. "Going to California"
14. "In My Time of Dying"
15. "Stairwayto Heaven"
16. "Rock and Roll"
17. "Nobody's Fault but Mine"
18. "Kashmir"